# Norbanus perplexus
Norbanus perplexus är en stekelart som först beskrevs av William Harris Ashmead 1904.  Norbanus perplexus ingår i släktet Norbanus och familjen puppglanssteklar. Inga underarter finns listade i Catalogue of Life.